# Gốm Việt Nam
Gốm Việt Nam chỉ đồ gốm được thiết kế hay sản xuất tại Việt Nam. Gốm Việt Nam có một lịch sử lâu đời trải dài từ hàng nghìn năm trước đây, bao gồm một thời gian dài trước thời kỳ Bắc thuộc thông qua chứng cứ khảo cổ học.

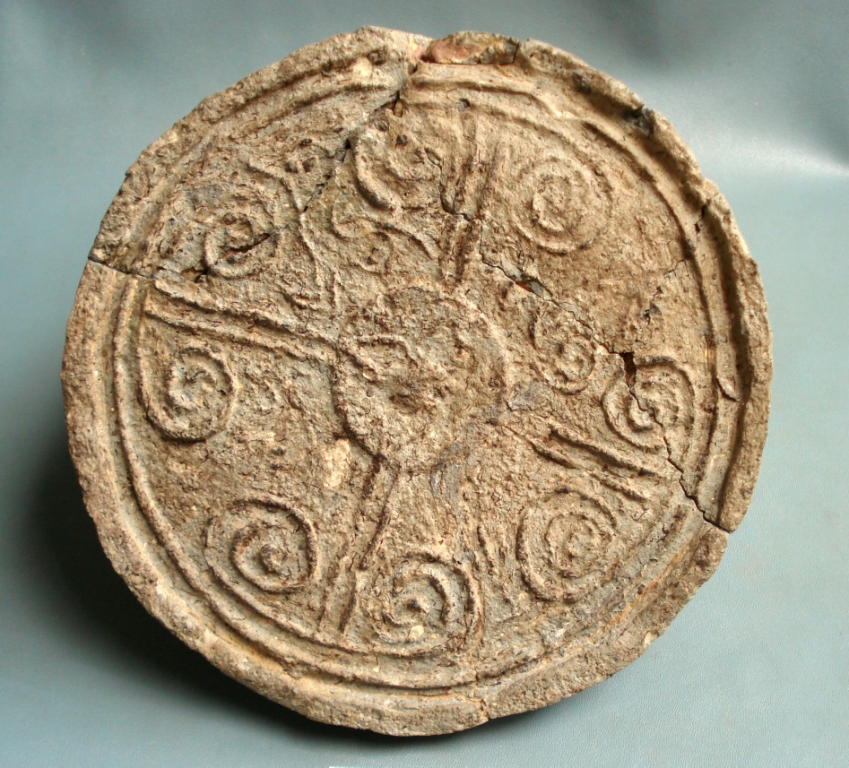
Bề mặt ngói ống bằng gốm được tìm thấy tại khu di tích Thành Cổ Loa, có niên đại khoảng những năm 212-154 TCN. Hiện vật trưng bày tại Bảo tàng Việt Nam.

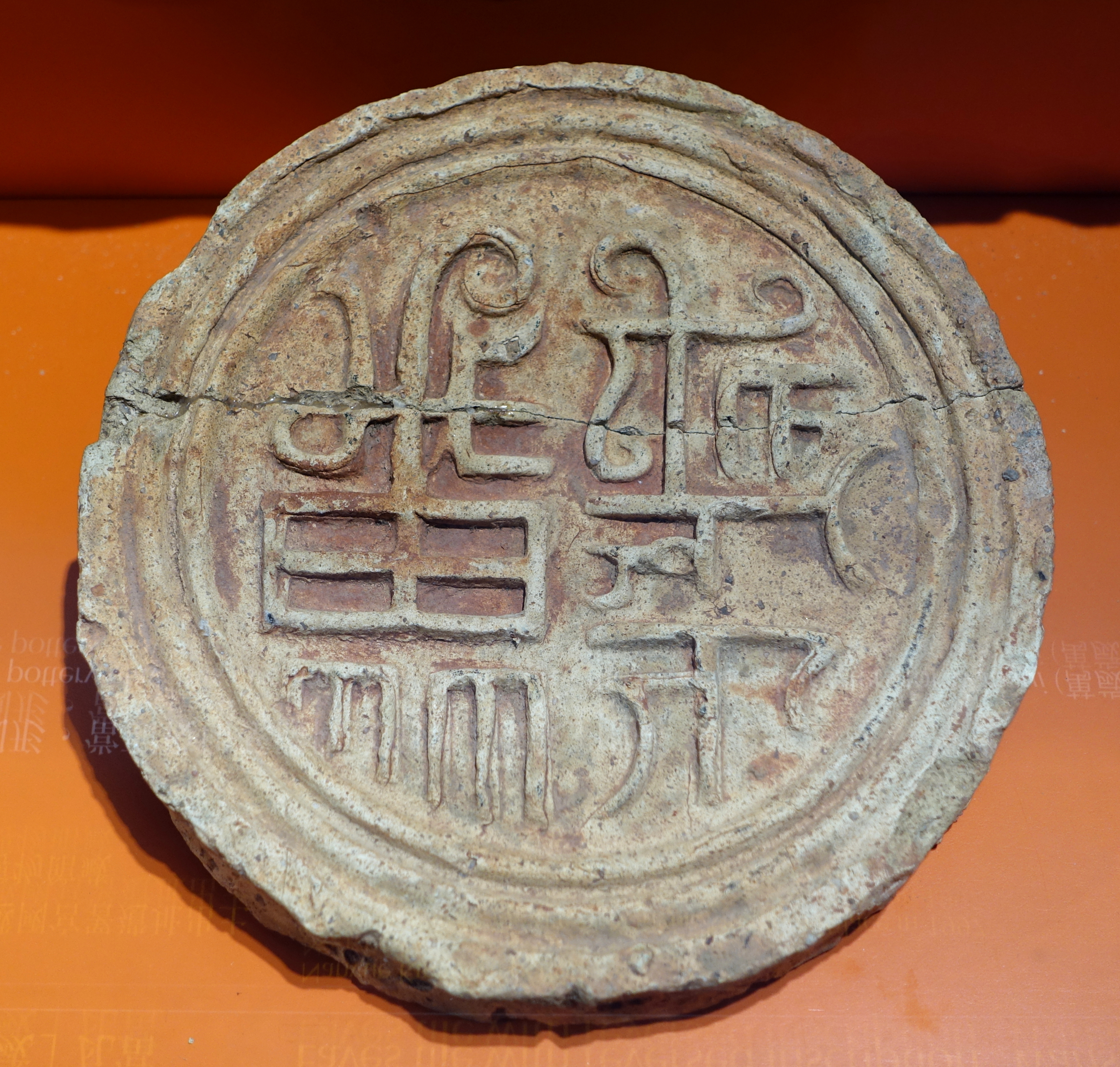
Bề mặt ngói ống với dòng chữ "Vạn Tuế" (萬歲) ngược, được tìm thấy tại di tích cung điện Phiên Ngung thời nhà Triệu nước Nam Việt, hiện trưng bày tại Bảo tàng Lịch sử Hồng Kông.

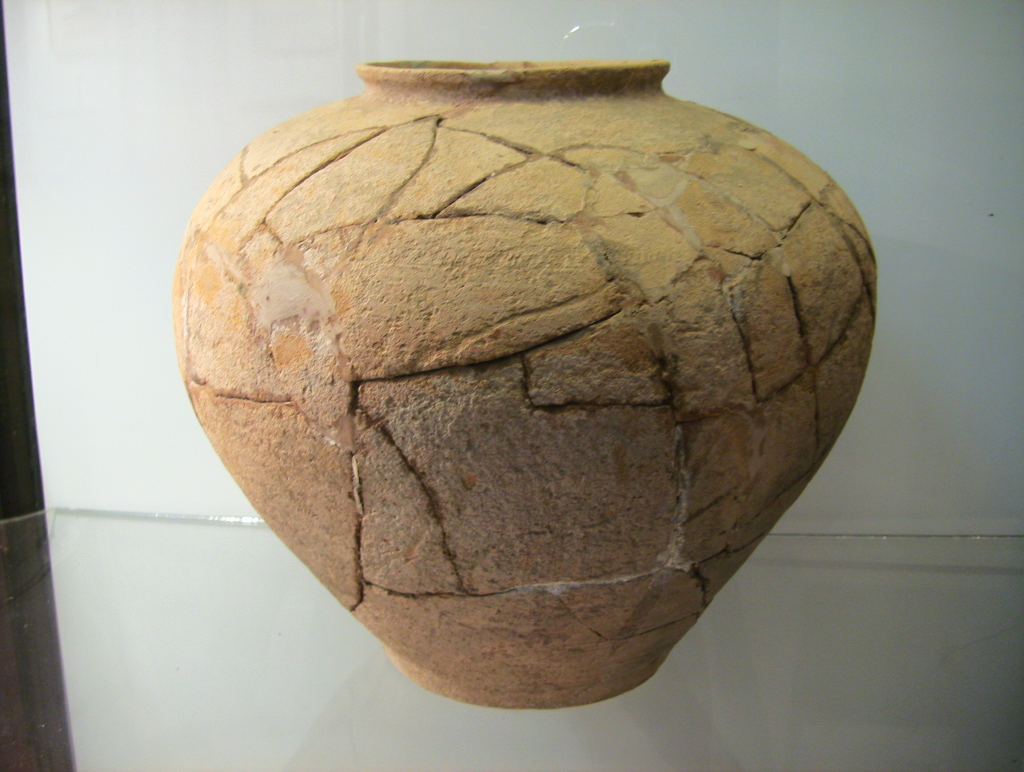
Mộ vò, một bình chôn gốm từ Cát Tiên ở miền Nam Việt Nam (thế kỷ 4-9)

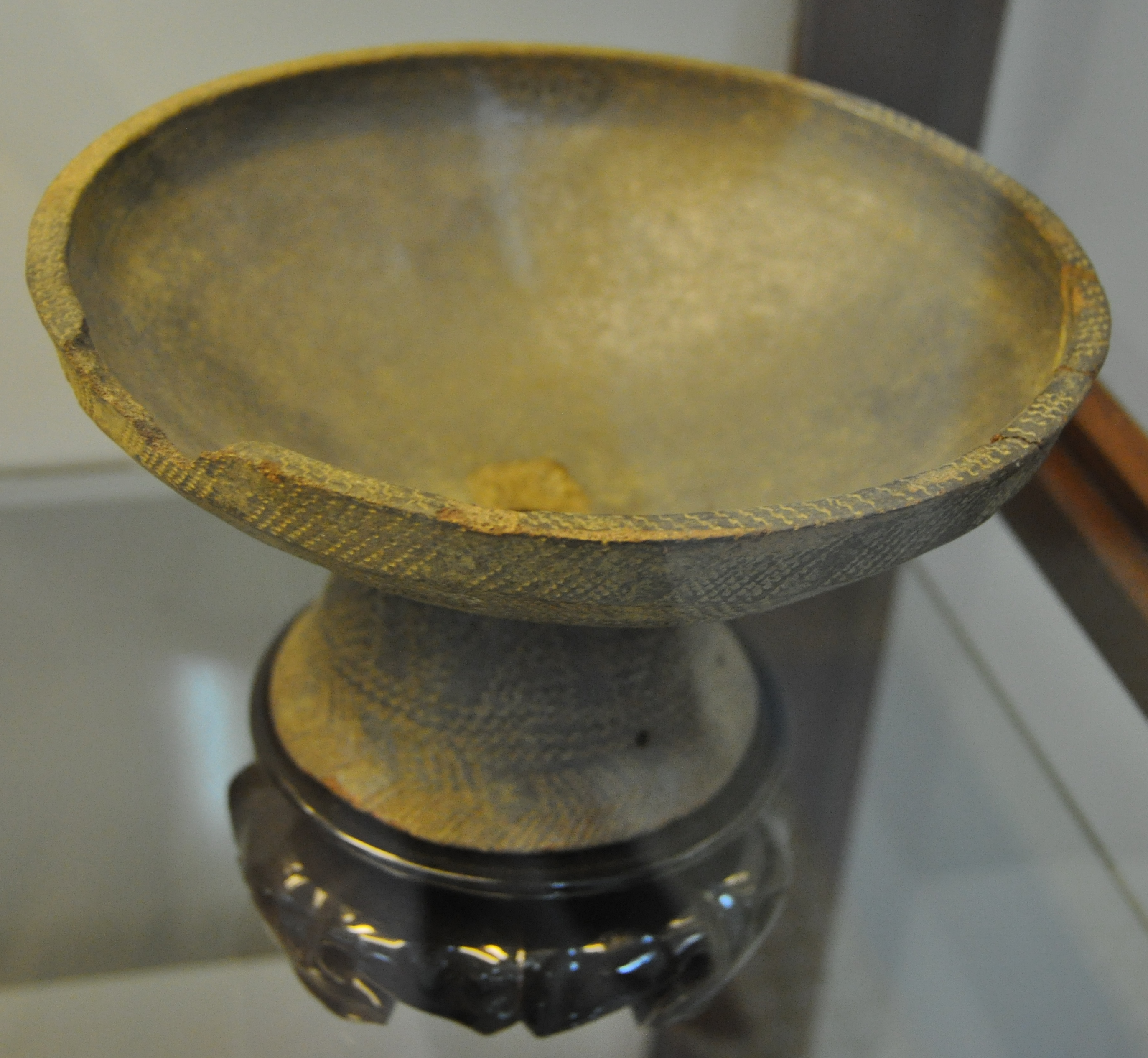
Gốm Sa Huỳnh, hiện vật trưng bày tại Bảo tàng Lịch sử Việt Nam

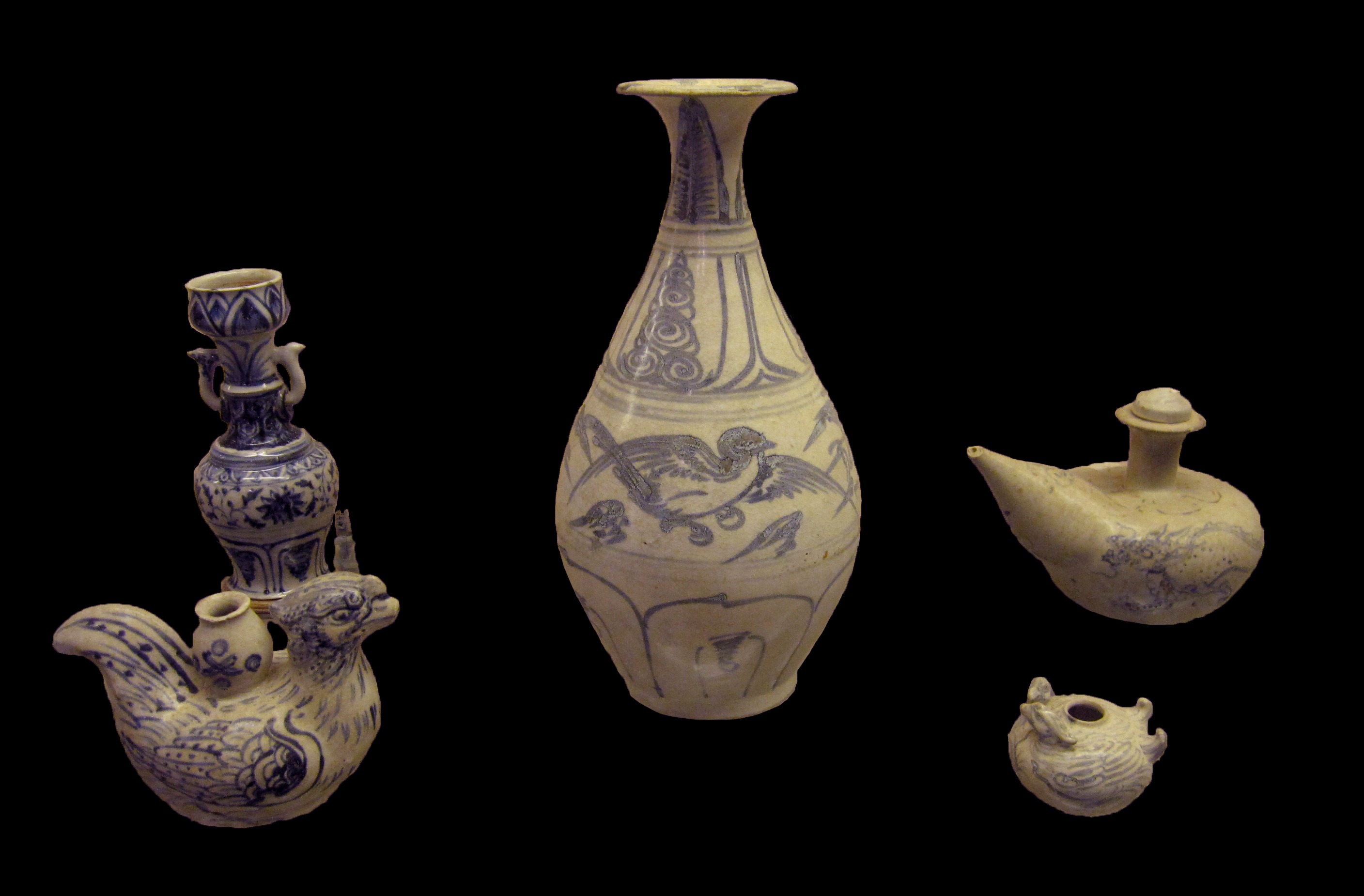
Gốm màu xanh và trắng, đầu triều Lê, thế kỷ 15. Lò Chu Đậu, tỉnh Hải Dương. Bảo tàng lịch sử quốc gia Việt Nam, Hà Nội.

Nhiều đồ gốm sứ Việt Nam sau thời kỳ Bắc thuộc bị ảnh hưởng nặng nề bởi gốm Trung Hoa nhưng đã phát triển vượt bậc để mang đặc trưng Việt Nam. Thợ gốm Việt Nam đã kết hợp các yếu tố bản địa và Trung Hoa. Họ còn thử nghiệm với cả kiểu dáng căn bản và phong cách riêng cũng như thêm vào những nét đặc trưng đến từ các nền văn hóa khác như là Campuchia, Ấn Độ và Chăm Pa.

## Hình ảnh

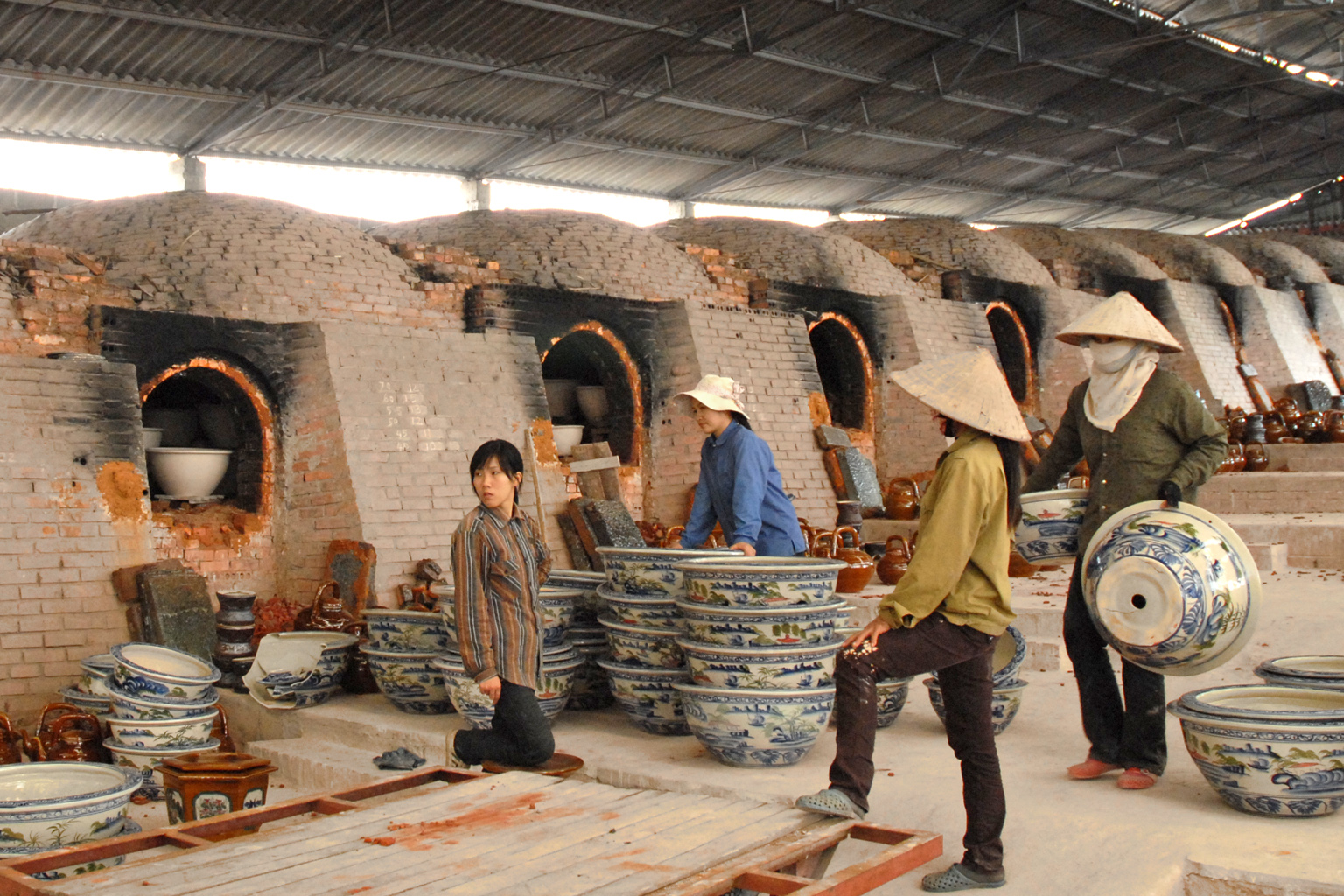
Lò nung gốm ở Đông Triều
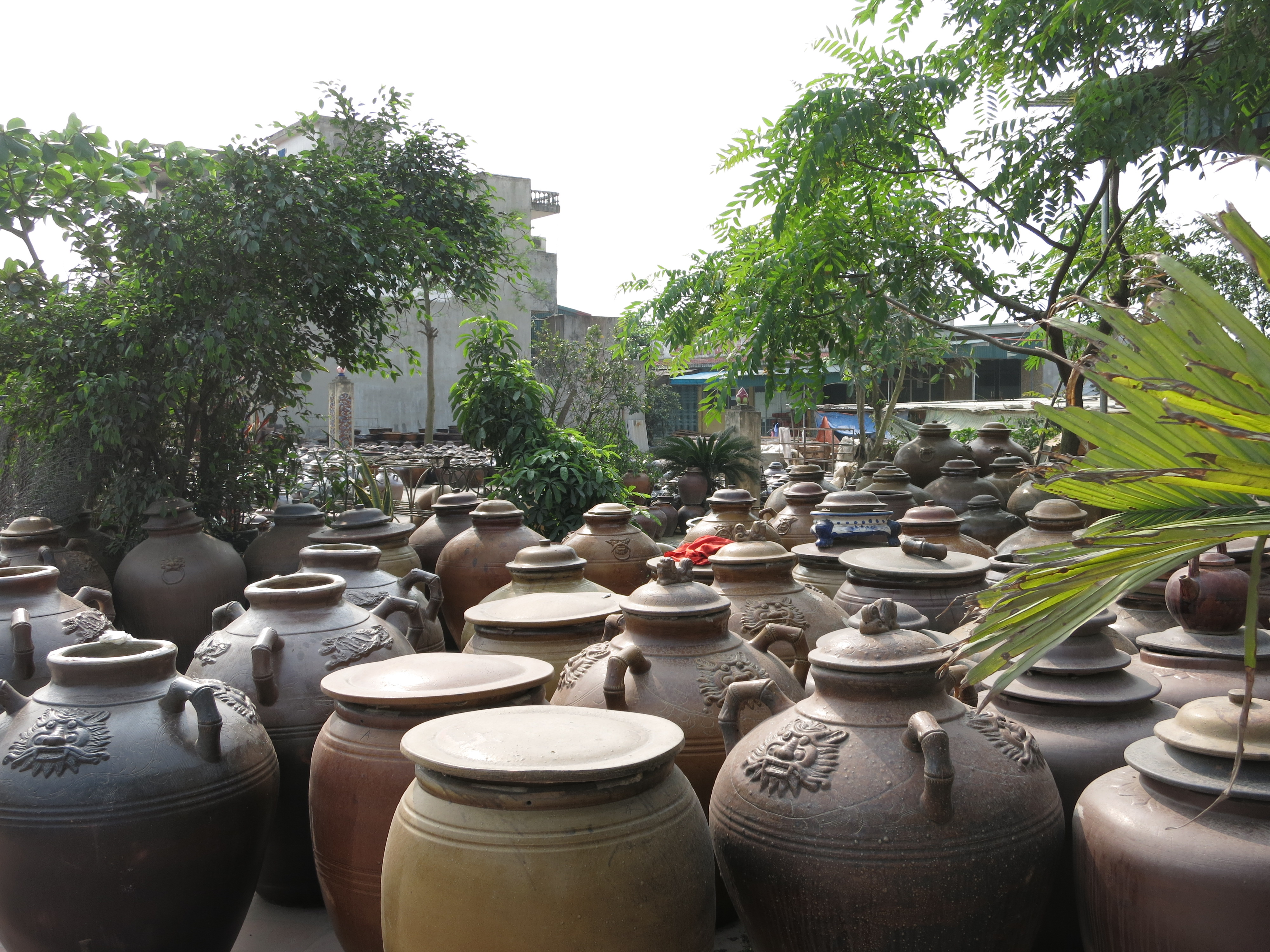
Gốm ở Đông Triều
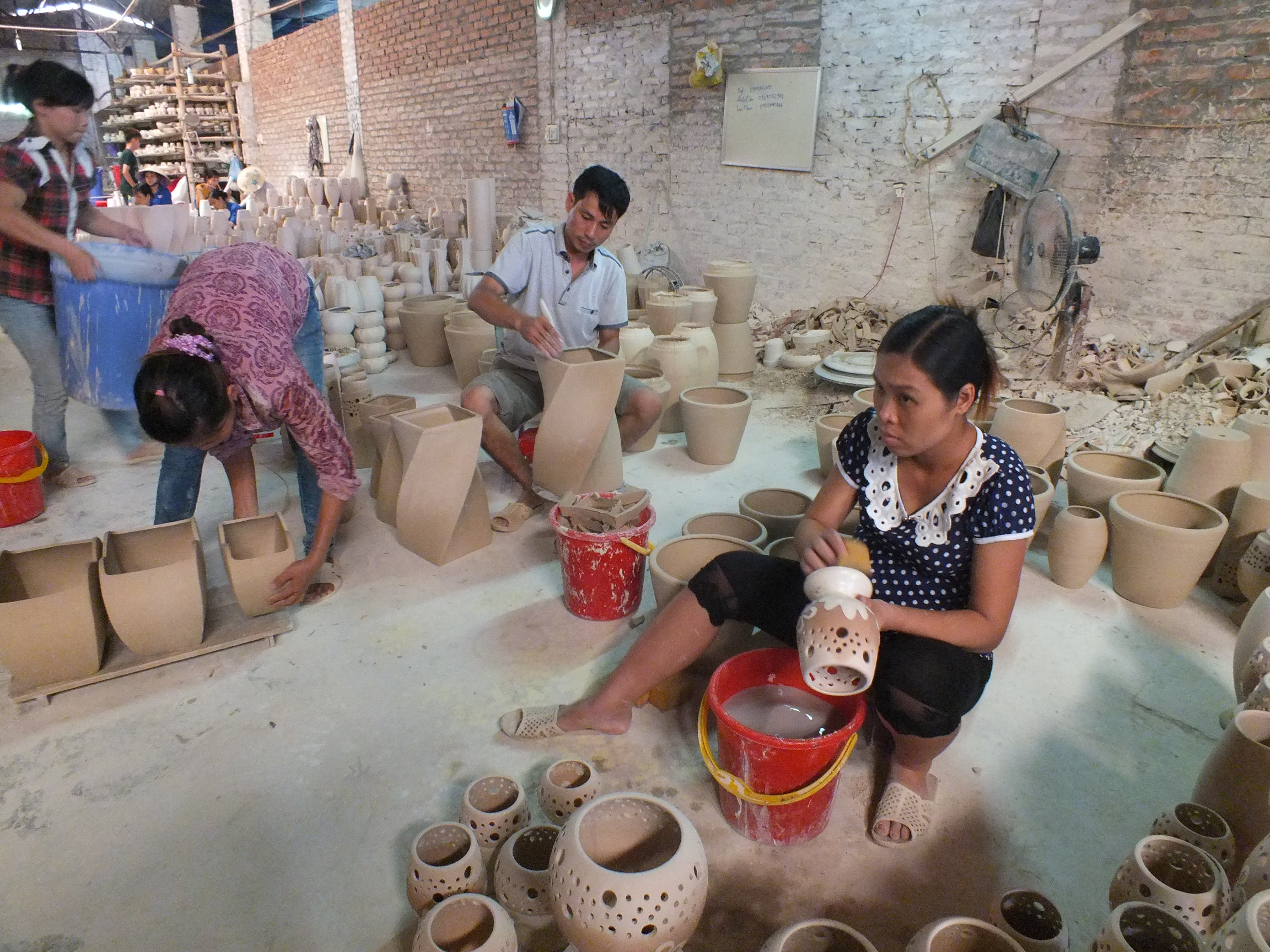
Nghề thủ công gốm sứ tại Bát Tràng, Việt Nam
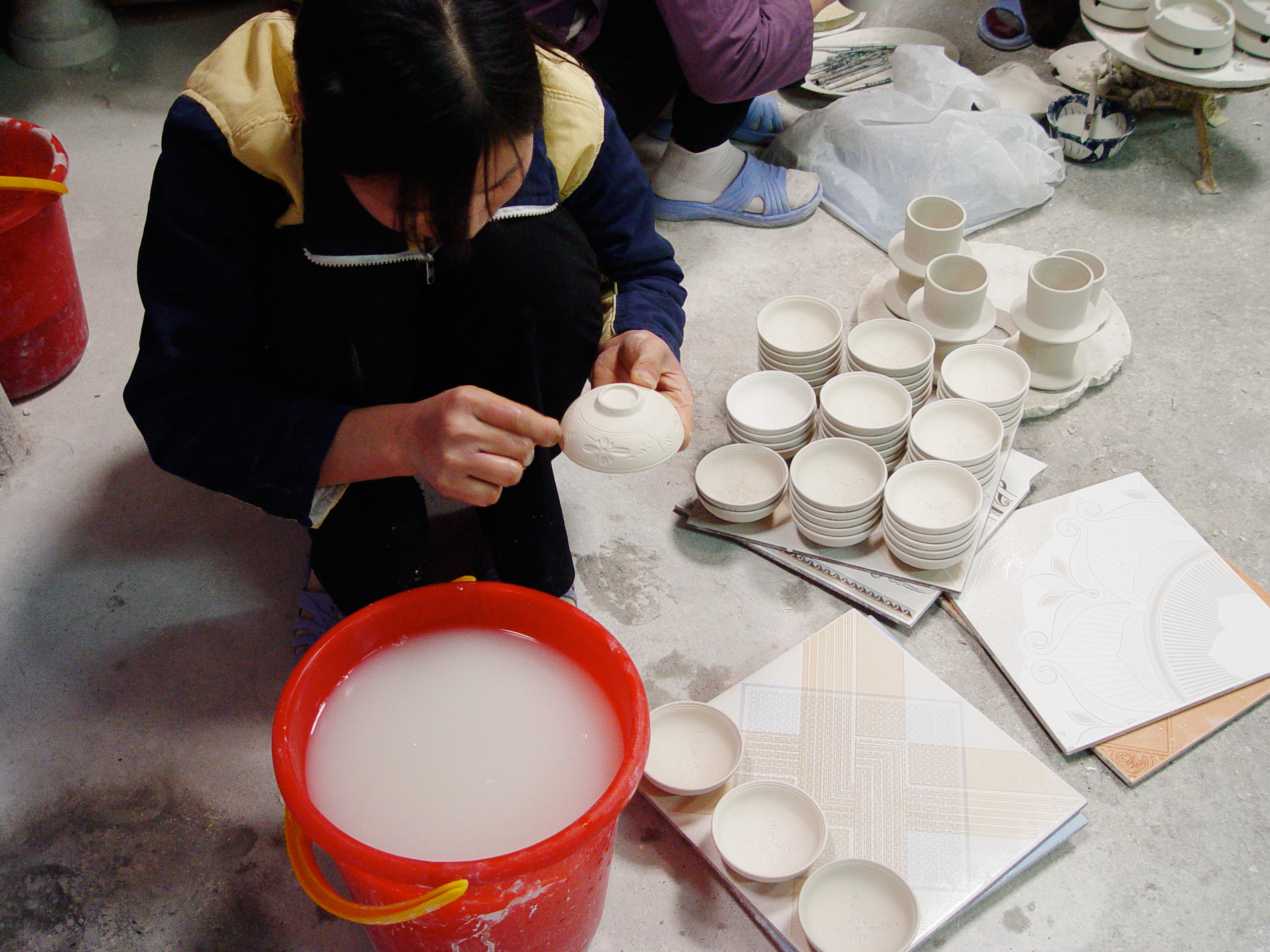
Bát Tràng
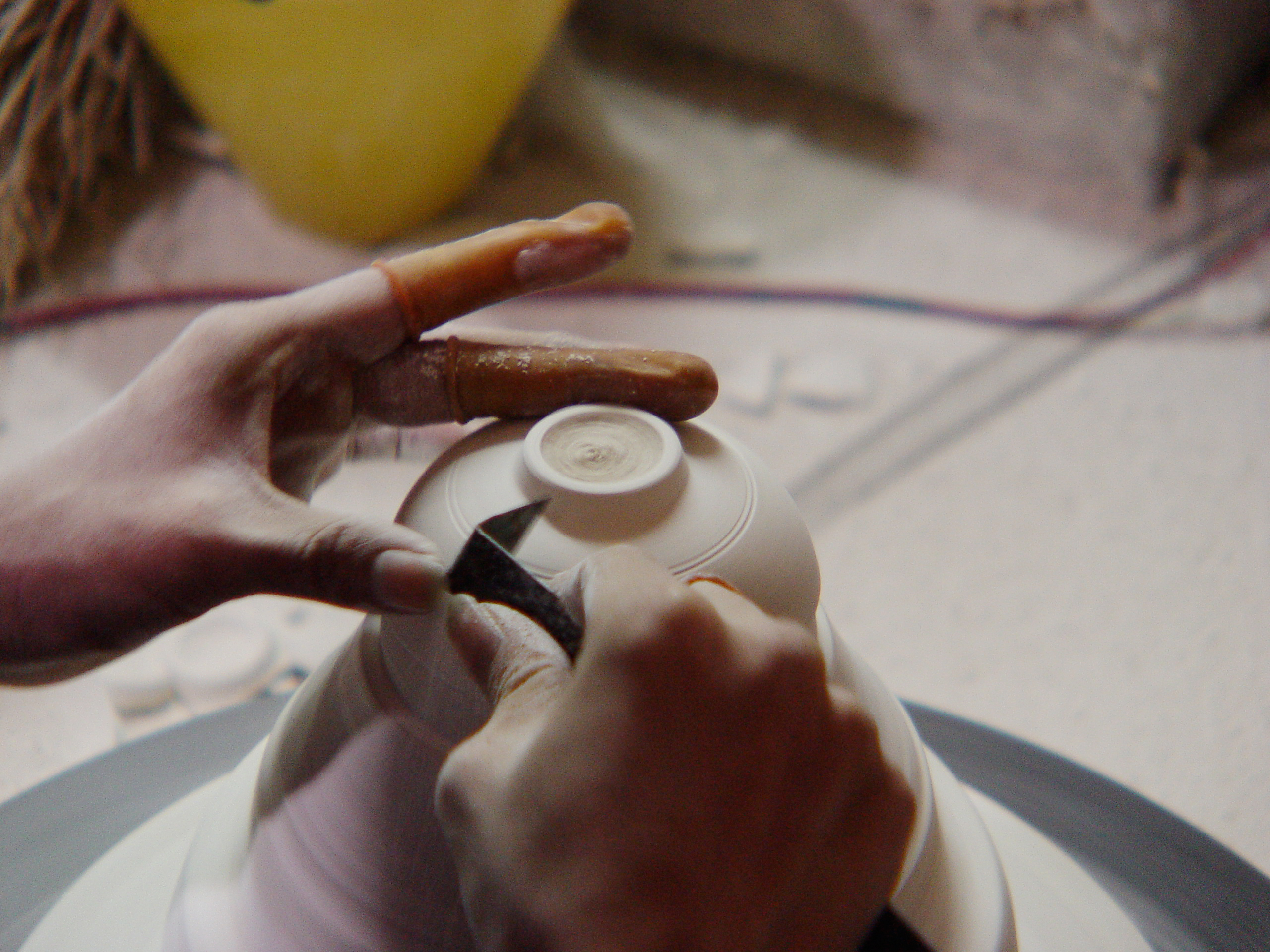
Nghề thủ công gốm ở Bát Tràng, Việt Nam
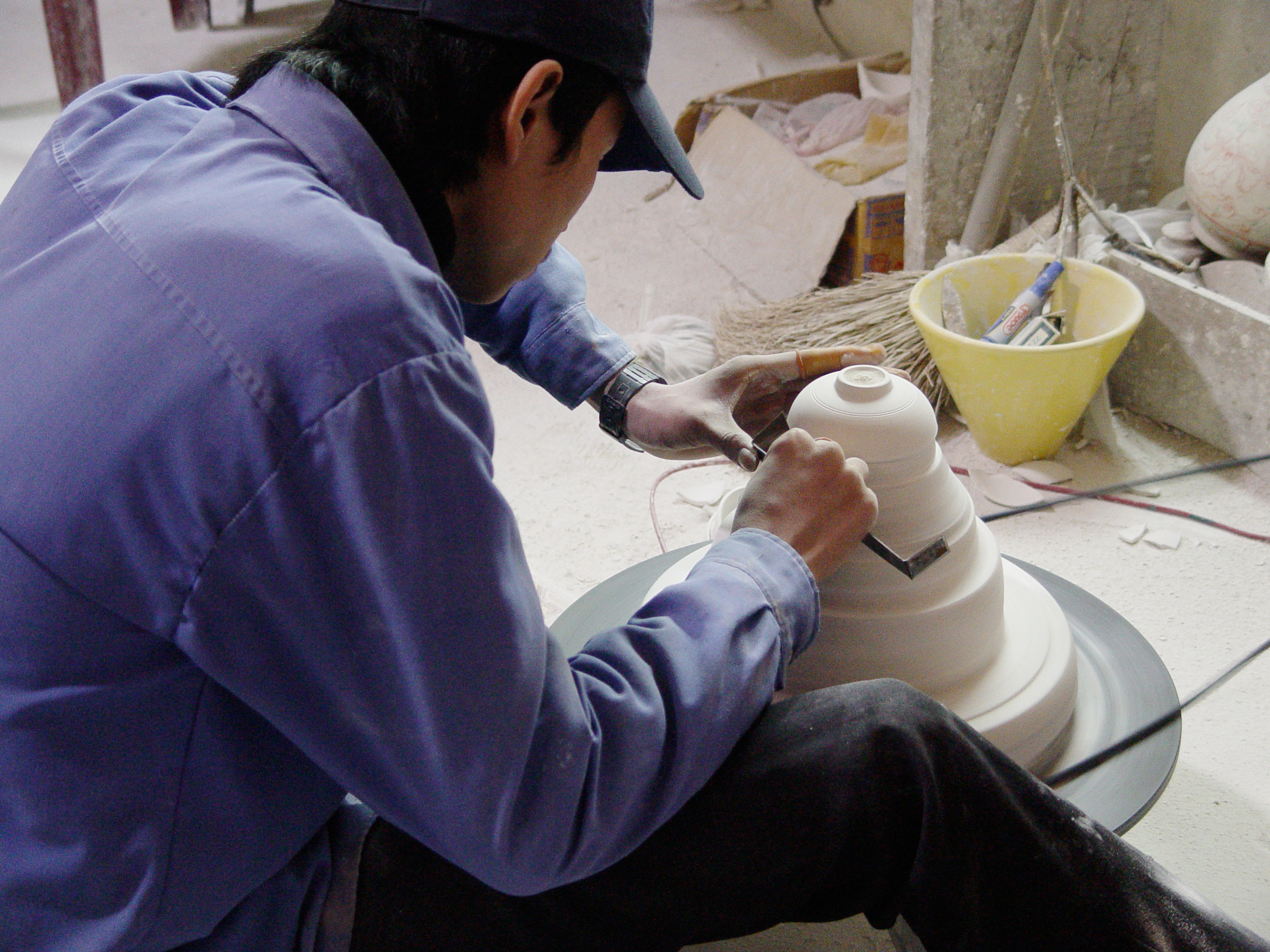
Nghề thủ công gốm ở Bát Tràng, Việt Nam
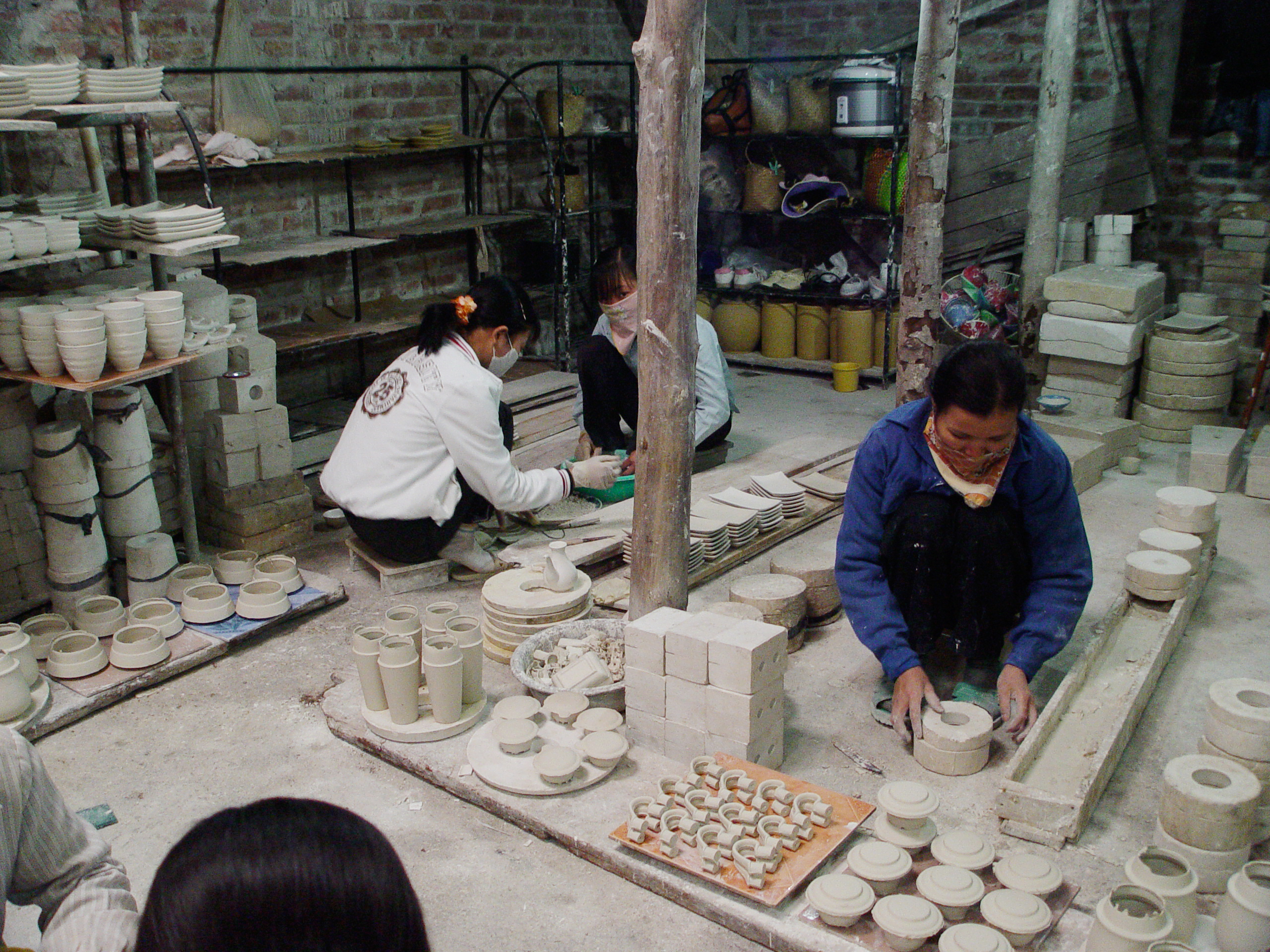
Bát Tràng
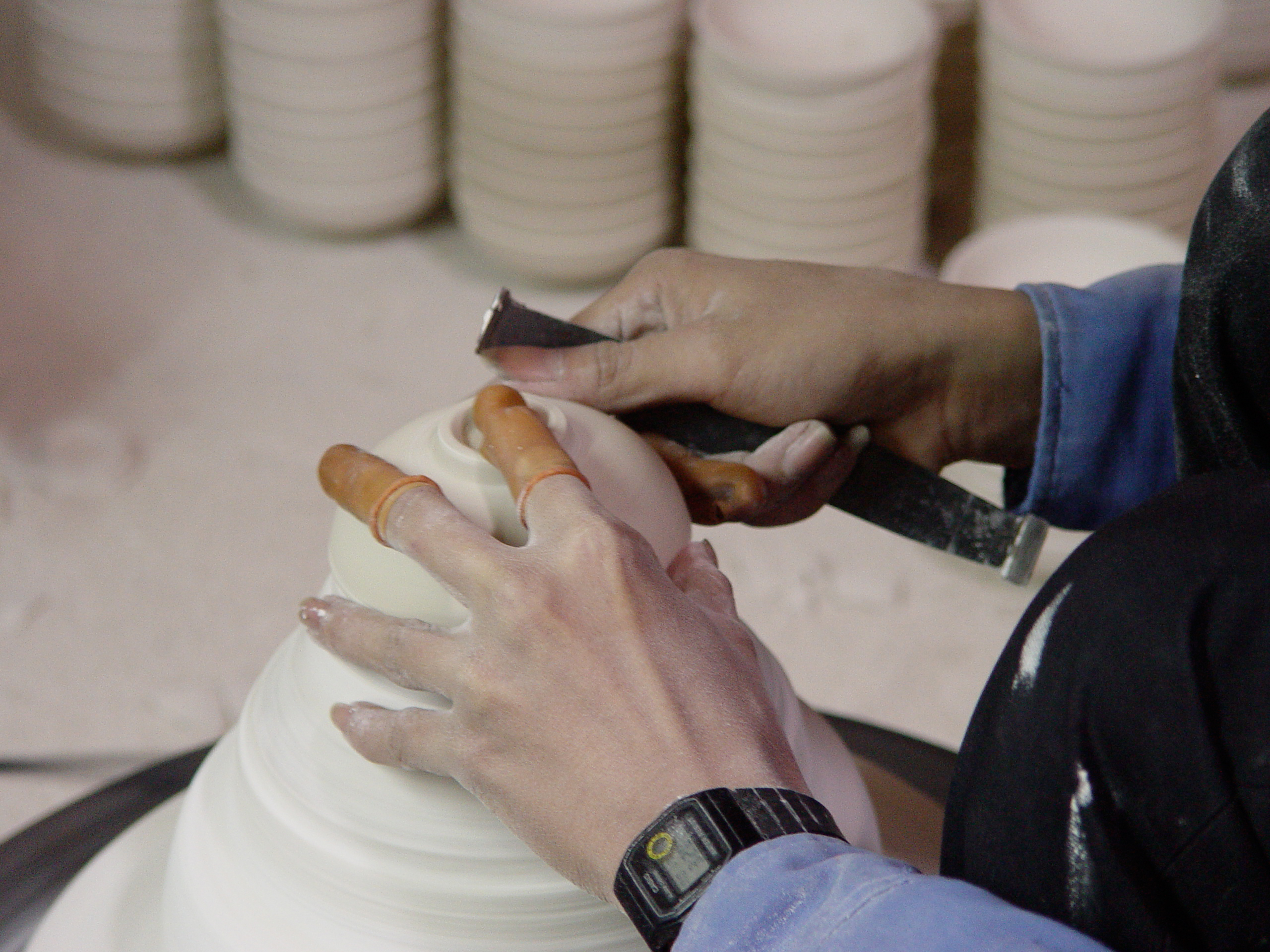
Bát Tràng
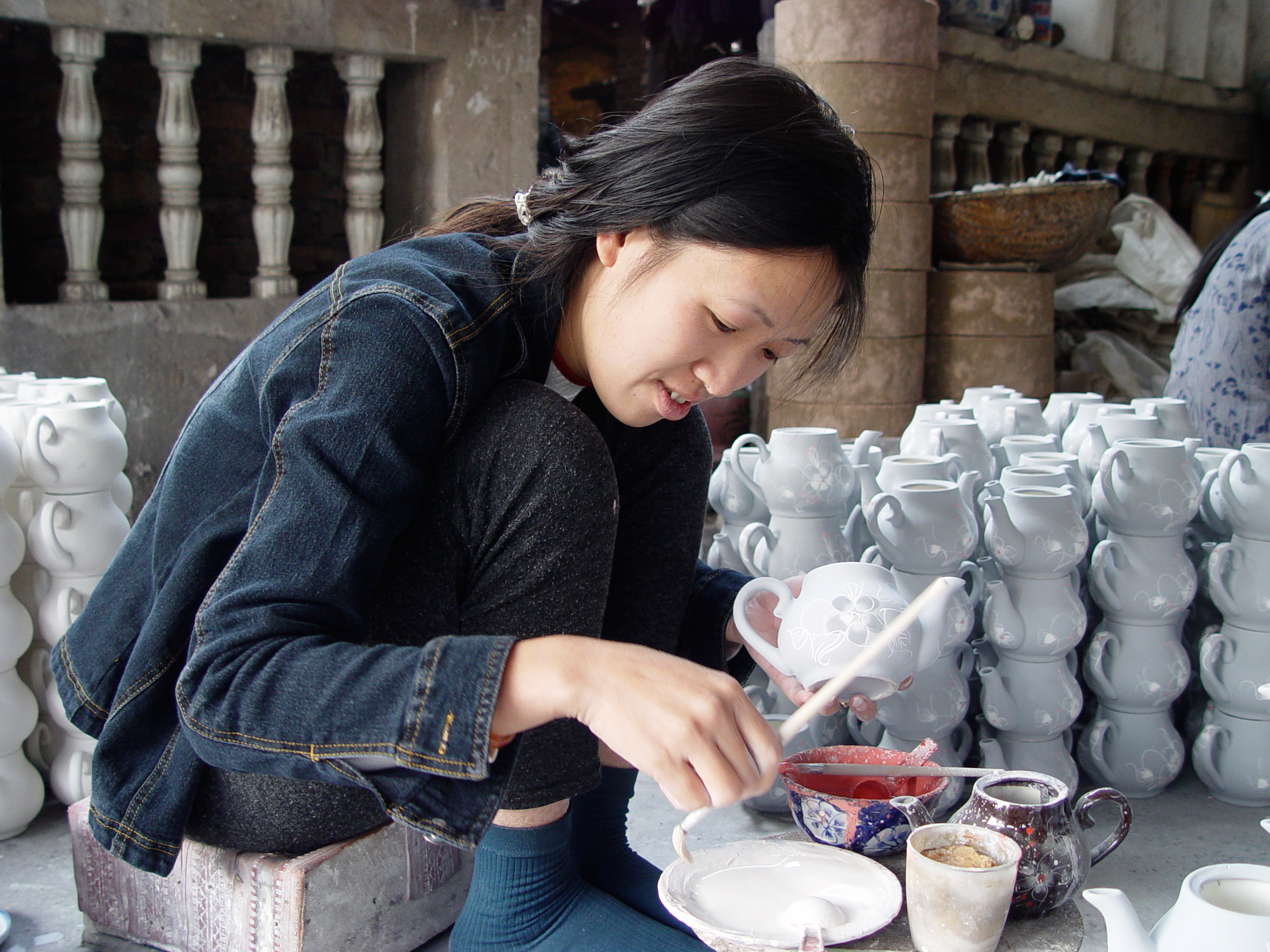
Bát Tràng
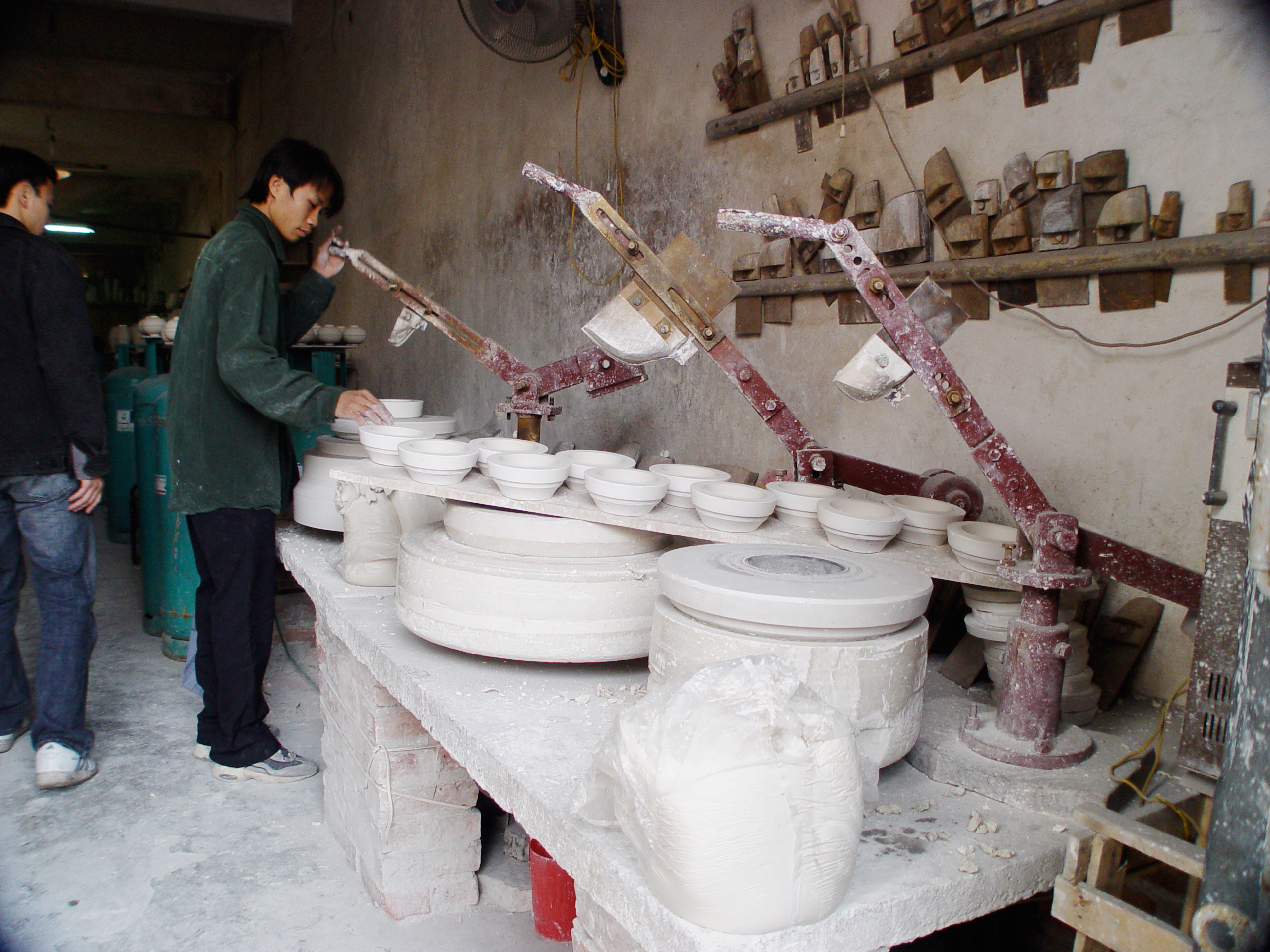
Bát Tràng
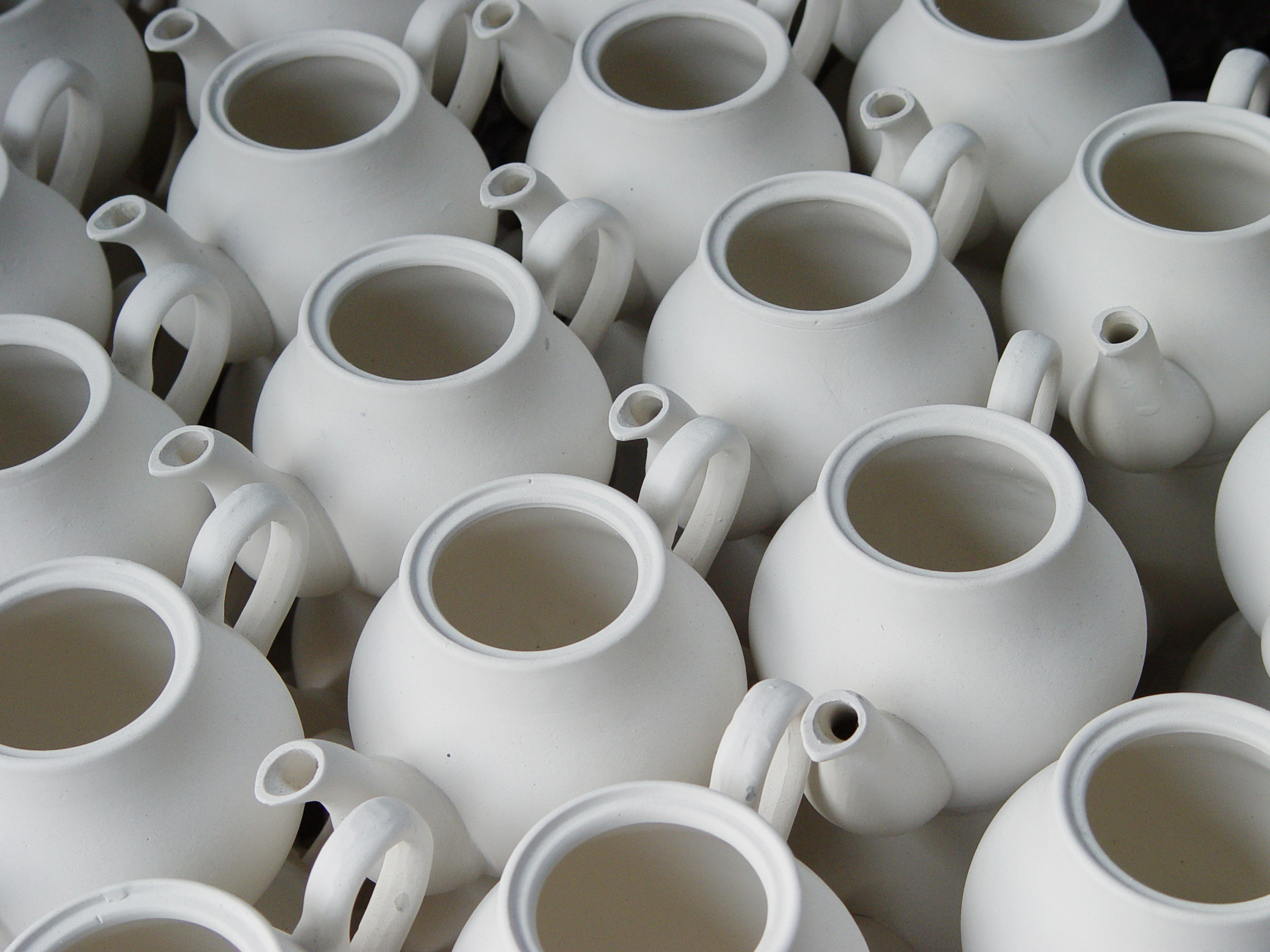
Bát Tràng
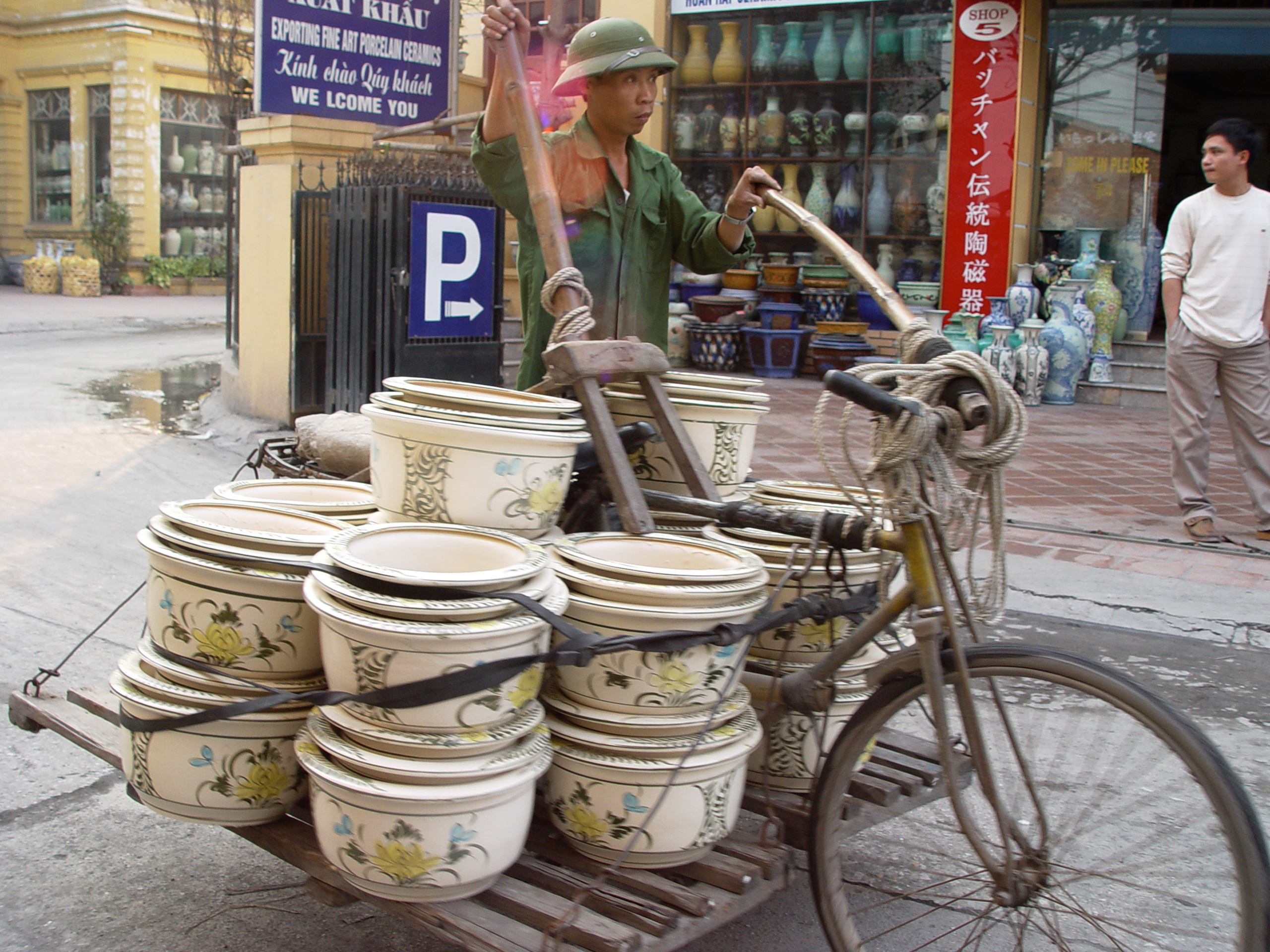
Vận chuyển gốm sứ tại Bát Tràng, Việt Nam
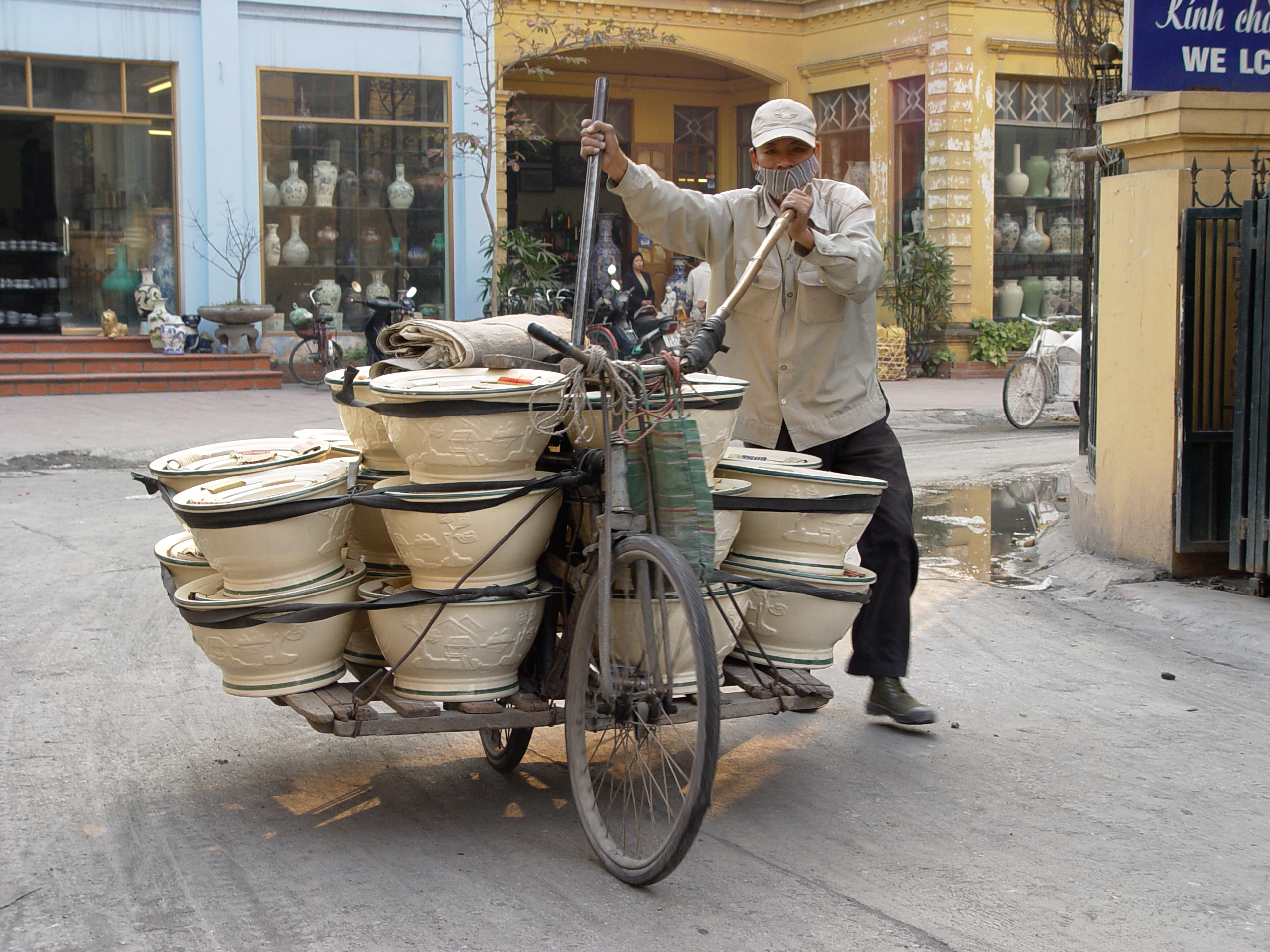
Vận chuyển gốm sứ tại Bát Tràng, Việt Nam
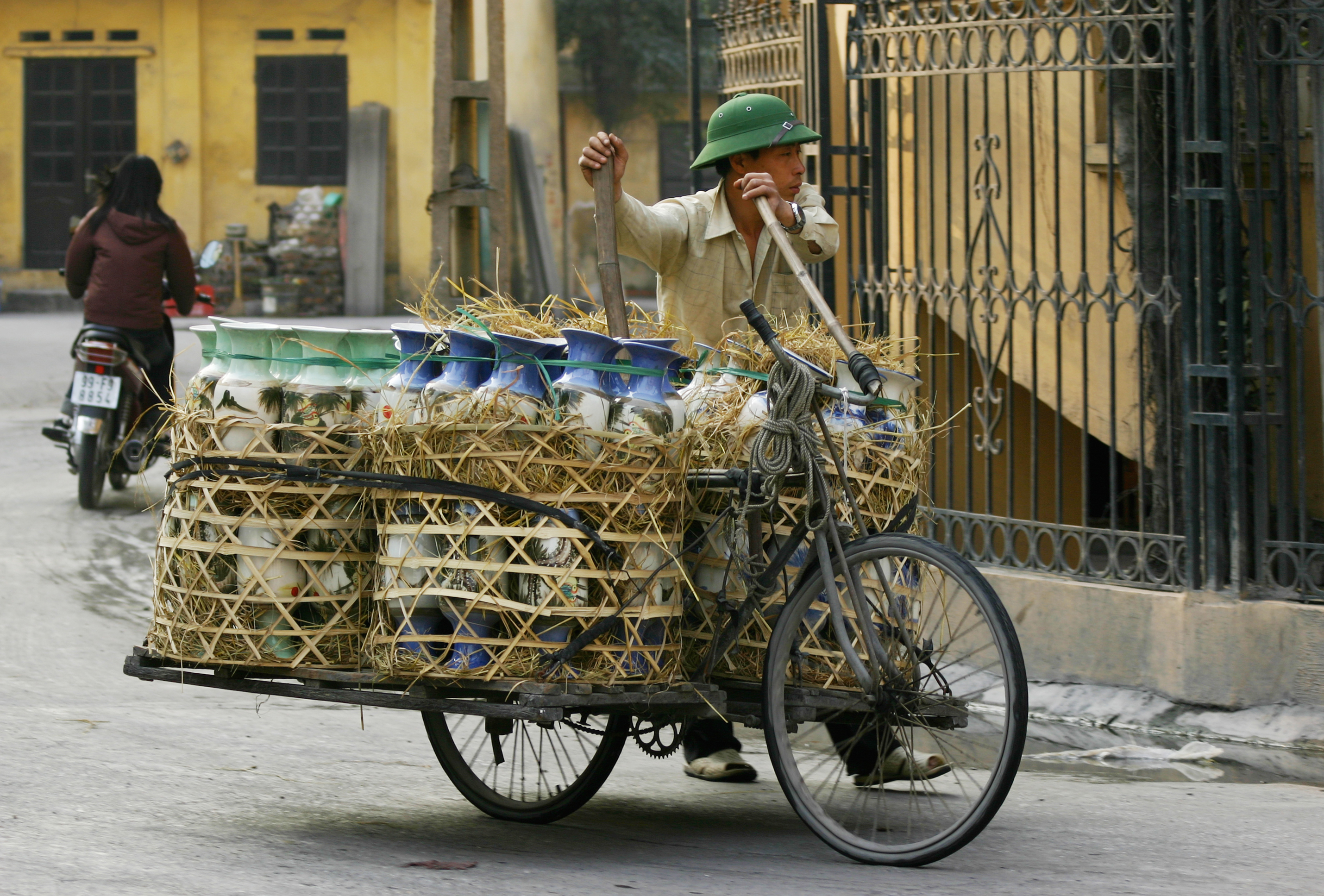
Bát Tràng
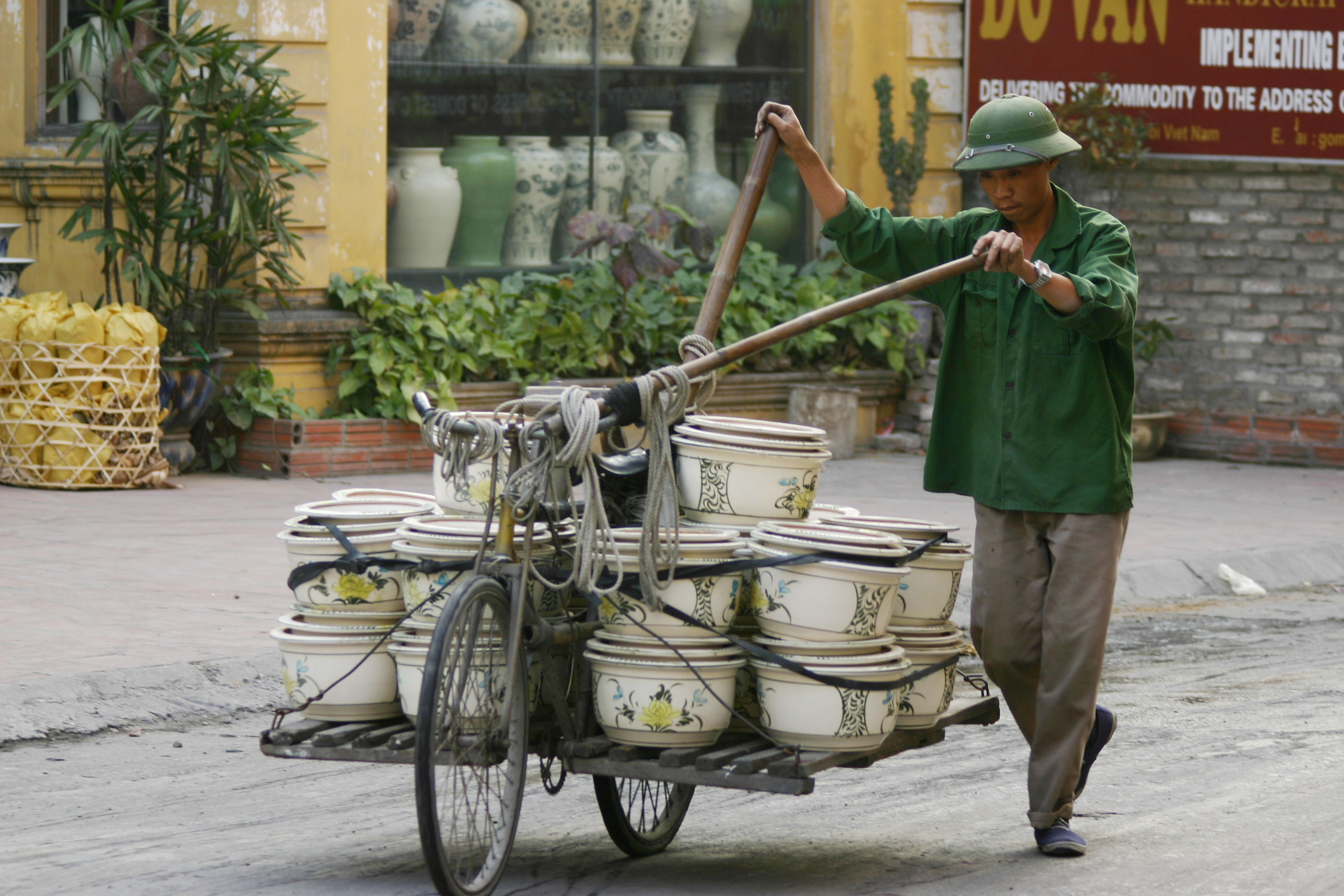
Bát Tràng
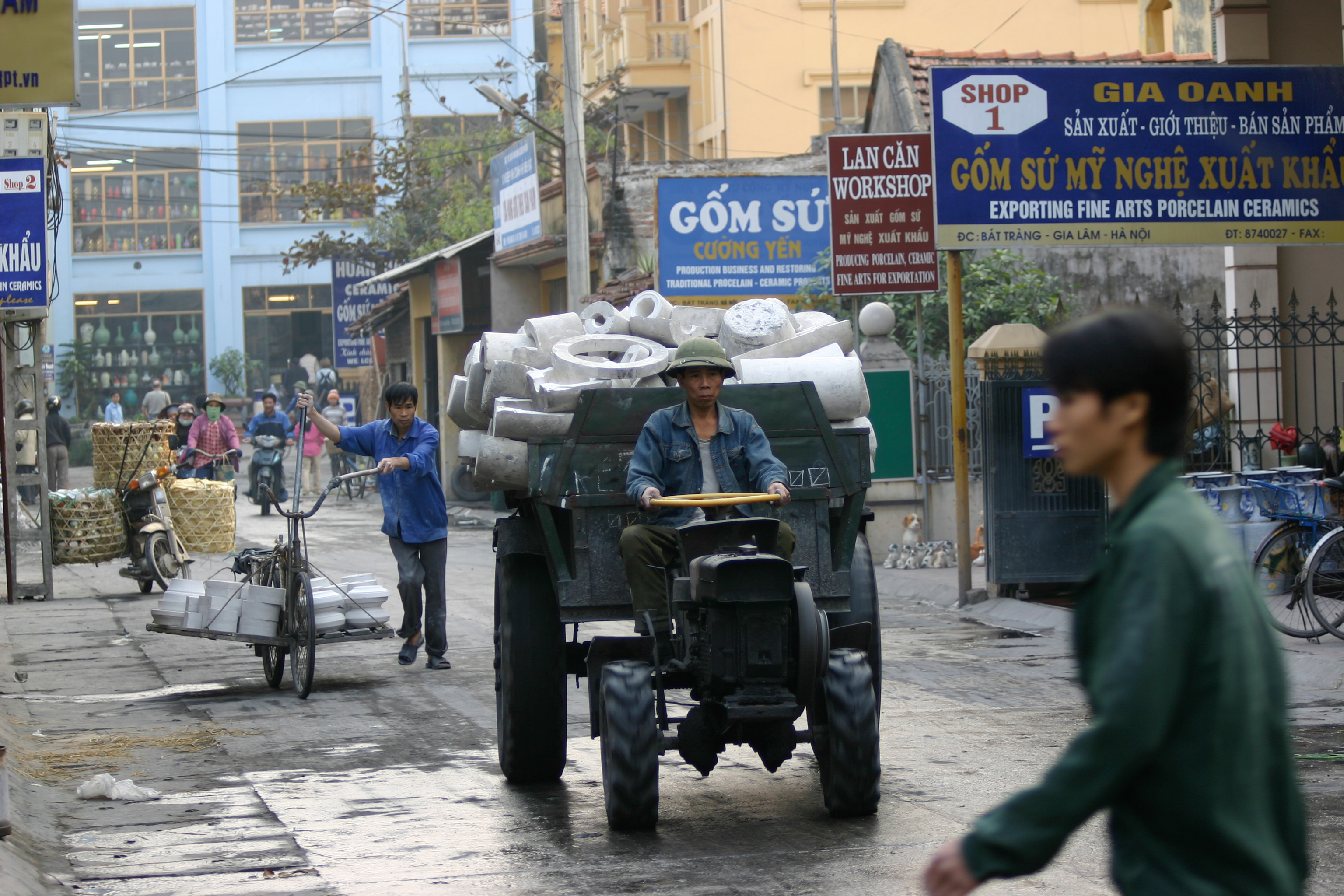
Bát Tràng